# Polipeptydy elastynopodobne
Polipeptydy elastynopodobne, ELP (z ang. elastin-like polypeptides) – polimery polipeptydowe wytwarzane metodami inżynierii genetycznej, zawierające sekwencje aminokwasowe obecne w rozpuszczalnym w wodzie prekursorze ludzkiej elastyny. Zbudowane są najczęściej z wielu powtórzeń pentapeptydu Val–Pro–Gly–Xaa–Gly, gdzie aminokwasem Xaa (tzw. resztą gościnną) może być każdy aminokwas z wyjątkiem proliny.
Wytwarzanie ELP polega na konstrukcji sztucznego genu z syntetycznych oligonukleotydów, który następnie umieszczany jest w odpowiednim organizmie, np. bakterii E. coli, w taki sposób, aby ulegał on nadekspresji podczas procesów życiowych zmodyfikowanych organizmów. Bakterie namnażają się w bioreaktorze, produkując przy tym zaprojektowane peptydy, które następnie izoluje się i oczyszcza.
Cechą charakterystyczną tych ELP jest zdolność do odwracalnego przechodzenia z formy rozpuszczalnej do nierozpuszczalnej w roztworach wodnych pod wpływem np. zmiany temperatury, pH lub siły jonowej roztworu. Zjawisko to jest ściśle związane z tzw. temperaturą przejścia fazowego charakterystyczną dla danego biopolimeru, której wartość zależy od składu aminokwasowego, czy też stężenia danej substancji w roztworze.
Polipeptydy elastynopodobne znajdują zastosowanie m.in. w medycynie (np. terapie chorób nowotworowych, medycyna regeneracyjna) lub oczyszczaniu rekombinowanych białek.